# 山下泰子
山下 泰子（やました やすこ、1939年3月5日 - ）は、日本の法学者。博士（法学）（中央大学・論文博士・1996年）。文京学院大学名誉教授。専門は、ジェンダー法・国際人権法。ジェンダー法の第一人者。

## 略歴
東京出身。1951年東京学芸大学附属大泉小学校卒、1954年東京学芸大学附属大泉中学校卒、1957年東京都立大泉高等学校卒、1961年中央大学法学部卒、1970年、同大学院法学研究科政治学専攻博士課程満期退学（指導教授：原田鋼）。

1996年、学位論文「女性差別撤廃条約の研究」で博士（法学）（中央大学）の学位を取得。
中央大学法学部通信教育課程インストラクターや埼玉大学教養部兼任講師などを経て、1979年文京保育専門学校専任教員、1982年文京女子短期大学保育科助教授、1987年保育科教授、1991年文京女子大学経営学部教授、2005年大学院外国語学研究科教授。2006年外国語学部教授、2010年定年退任、名誉教授。
この他に、2004年-2008年中央大学法科大学院客員教授。2009年ヨーク大学客員教授。2010年-2013年駿河台大学法科大学院客員講師。
2002年日本女性差別撤廃条約NGOネットワーク代表世話人。2004年日本ネパール女性教育協会理事長。2005年ジェンダー法学会理事長。2008年国際女性の地位協会会長。2021年ジェンダー法政策研究所理事。夫は山下威士。

## 受賞歴
1989年エッソ女性のための研究奨励制度賞、2003年赤松良子賞、2005年全国私立学校審議会連合会永年貢献表彰、2008年平和貢献賞奨励賞

## 著書
- 『女性差別撤廃条約の研究』尚学社 1996
- 『女性差別撤廃条約の展開』勁草書房 双書ジェンダー分析 2006
- 『女性差別撤廃条約と日本』尚学社 2010

### 共編著
- 『法女性学への招待』神尾真知子,戒能民江,植野妙実子共著 有斐閣選書 1996
- 『イラストで学ぼう男女共同参画社会基本法 男女平等への指針』石崎節子,矢沢澄子,小沼稜子共編著 ぎょうせい 2001
- 『男女共同参画推進条例のつくり方』橋本ヒロ子,齊藤誠共著 ぎょうせい 2001
- 『女性差別撤廃条約とNGO 「日本レポート審議」を活かすネットワーク』赤松良子共監修 日本女性差別撤廃条約NGOネットワーク編 明石書店 2003
- 『フェミニズム国際法学の構築』植野妙実子共編著 中央大学出版部 2004
- 『ジェンダー六法』辻村みよ子,浅倉むつ子,二宮周平,戒能民江共編 信山社 2011

### 翻訳
- 陶春芳, 蒋永萍編『中国の女性 社会的地位の調査報告』山下威士共監訳 尚学社 1995
- UNIFEM,UNICEF『権利実現のための公約 女性と少女の人権に関する、北京行動綱領、関連国連会議および条約対照ガイド』監訳 横浜市女性協会 1999